# Melodifestivalen 2007
Il Melodifestivalen 2007 è stato la 46ª edizione del Melodifestivalen, il concorso canoro che seleziona il rappresentante della Svezia all'Eurovision Song Contest 2007 di Helsinki. Questa fu la 46sima volta che questo sistema di scelta di una canzone fu usato.
I vincitori sono stati i The Ark con The Worrying Kind.

## Organizzazione
Organizzato da SVT, il concorso è stato suddiviso in 4 semifinali (Jönköping, Göteborg, Örnsköldsvik e Gävle), la cosiddetta Andra Chansen (seconda possibilità; Nyköping) e una finale (Stoccolma).

## Finale
| #  | Artista          | Titolo                       | Traduzione                     | Compositori                                     | Punteggio | Punteggio | Punteggio | Posizione |
| #  | Artista          | Titolo                       | Traduzione                     | Compositori                                     | Giuria    | Televoto  | Totale    | Posizione |
| -- | ---------------- | ---------------------------- | ------------------------------ | ----------------------------------------------- | --------- | --------- | --------- | --------- |
| 1  | Andreas Johnson  | A Little Bit of Love         | Un po' d'amore                 | Andreas Johnson, Peter Kvint                    | 101       | 88        | 189       | 2         |
| 2  | Sonja Aldén      | För att du finns             | Perché tu esisti               | Bobby Ljunggren, Sonja Alden                    | 40        | 22        | 62        | 6         |
| 3  | Anna Book        | Samba sambero                | -                              | Thomas G:son                                    | 1         | 0         | 1         | 9         |
| 4  | Sebastian        | When the Night Comes Falling | Quando la notte arriva cadendo | Peter Kvint, Sebastian Karlsson                 | 39        | 0         | 39        | 8         |
| 5  | Marie Lindberg   | Trying to Recall             | Cercando di ricordare          | Marie Lindberg                                  | 4         | 66        | 70        | 5         |
| 6  | Måns Zelmerlöw   | Cara Mia                     | -                              | Fredrik Kempe, Henrik Wikström                  | 61        | 110       | 171       | 3         |
| 7  | Tommy Nilsson    | Jag tror på människan        | Credo nel genere umano         | Tommy Nilsson, Lasse Andersson, Johan Stentorp  | 0         | 0         | 0         | 10        |
| 8  | Sanna Nielsen    | Vågar du, vågar jag          | Se tu osi, Io oso              | Bobby Ljunggren, Fredrik Kempe, Henrik Wikström | 33        | 11        | 44        | 7         |
| 9  | Sarah Dawn Finer | I Remember Love              | Ricordo l'amore                | Peter Hallström, Sarah Dawn Finer               | 78        | 44        | 122       | 4         |
| 10 | The Ark          | The Worrying Kind            | Il tipo preoccupante           | Ola Salo                                        | 116       | 132       | 248       | 1         |

### Votazioni
Entrambe la giuria e i televotanti hanno votato The Worrying Kind come la loro preferita. La canzone Trying to Recall ricevette solo quattro punti dal gruppo della giuria (dieci su undici gruppi gli diedero zero punti) mentre questa era molto popolare tra i televotanti che gli diedero 66 punti. Jag tror på människan ricevette nul points, diventando la prima a farlo dal 2000.

#### Giurie
| Canzoni                      | Örebro | Luleå | Falun | Karlstad | Umeå | Norrköping | Göteborg | Sundsvall | Växjö | Malmö | Stoccolma | Totale |
| ---------------------------- | ------ | ----- | ----- | -------- | ---- | ---------- | -------- | --------- | ----- | ----- | --------- | ------ |
| A Little Bit of Love         | 1      | 8     | 10    | 12       | 10   | 12         | 12       | 8         | 10    | 8     | 10        | 101    |
| För att du finns             | 4      | 2     | 1     | 1        | 1    | 6          | 10       | 6         | 2     | 1     | 6         | 40     |
| Samba sambero                | -      | 1     | -     | -        | -    | -          | -        | -         | -     | -     | -         | 1      |
| When The Night Comes Falling | 6      | -     | 6     | 4        | 6    | 2          | 6        | 1         | 6     | -     | 2         | 39     |
| Trying to Recall             | -      | -     | -     | -        | -    | -          | -        | -         | -     | 4     | -         | 4      |
| Cara mia                     | 12     | 6     | 4     | 2        | 8    | 1          | 2        | 4         | 8     | 10    | 4         | 61     |
| Jag tror på människan        | -      | -     | -     | -        | -    | -          | -        | -         | -     | -     | -         | 0      |
| Vågar du, vågar jag          | 2      | 4     | 2     | 10       | 4    | 4          | 1        | 2         | 1     | 2     | 1         | 33     |
| I Remember Love              | 8      | 10    | 8     | 8        | 2    | 10         | 4        | 10        | 4     | 6     | 8         | 78     |
| The Worrying Kind            | 10     | 12    | 12    | 6        | 12   | 8          | 8        | 12        | 12    | 12    | 12        | 116    |

#### Televoto
| Canzoni                      | Giuria | No. di televoti (%) | Punti | Totale |
| ---------------------------- | ------ | ------------------- | ----- | ------ |
| A Little Bit of Love         | 101    | 371,222 (18%)       | 88    | 189    |
| För att du finns             | 40     | 128,806 (6%)        | 22    | 62     |
| Samba sambero                | 1      | 42,205 (2%)         | -     | 1      |
| When The Night Comes Falling | 39     | 86,861 (4%)         | -     | 39     |
| Trying to Recall             | 4      | 228,422 (11%)       | 66    | 70     |
| Cara mia                     | 61     | 402,133 (19%)       | 110   | 171    |
| Jag tror på människan        | 0      | 50,850 (2%)         | -     | 0      |
| Vågar du, vågar jag          | 33     | 113,012 (5%)        | 11    | 44     |
| I Remember Love              | 78     | 157,227 (8%)        | 44    | 122    |
| The Worrying Kind            | 116    | 492,180 (24%)       | 132   | 248    |